# Charles-François Mallet
Pour les articles homonymes, voir Mallet.
Charles-François Mallet, né en 1766 et décédé en 1853, est un ingénieur en chef du corps impérial des ponts et chaussées.  

## Biographie
Charles-François Mallet est ingénieur du corps impérial des ponts et chaussées pour le département de la Seine-Inférieure.
En 1807, Napoléon Ier ordonne la construction d'ouvrages d'art pour relier les villes de Milan et de Turin à la France, notamment par la construction de ponts en remplacement d'anciens ponts souvent vétustes et fragilisés avec les siècles. Charles-François Mallet est appelé à travailler sous la direction de l'ingénieur en chef des ponts et chaussées Claude-Yves-Joseph La Ramée Pertinchampt, nommé chef du corps impérial des ponts et chaussées chargé du Département du Pô. Il est chargé de diriger l'ensemble des travaux de construction des ouvrages dans le Piémont. En 1810, il réalise la structure du Pont Vittorio Emanuele I, situé à Turin. 
En 1829, il est chargé de l'organisation du service de la distribution des nouvelles eaux de Paris.
À partir de 1830, il rédige plusieurs ouvrages spécialisés, notamment dans le domaine de la distribution de l'eau courante dans les villes, telles que Paris et Londres.
Il a été marié à Victoire Le Masson, fille de Louis Le Masson (1743-1829), également ingénieur en chef des ponts et chaussées.